# 1381 هـ
1381 هـ هي سنة في التقويم الهجري امتدت مقابلةً في التقويم الميلادي بين سنتي 1961 و1962.

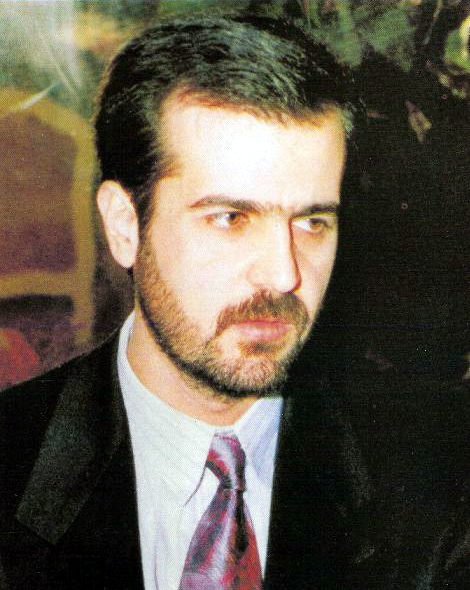
باسل الأسد

## أحداث
- تأسيس (إذاعة طامي) وهي أول إذاعة أهلية في المملكة العربية السعودية.

## مواليد
- إبراهيم شايع الحقيل
- سعد البريك
- علي بن عمر بادحدح
- محمد بن موسى الشريف
- حسين أحمد النجمي
- باسل الأسد
- ابتسام باجبير
- جمال الراشد
- خالد فوزي عبد الحميد
- زهرة الخرجي
- سليمان أبا الخيل
- شريف الفيلالي
- طيف (ممثلة)
- عبد الله الثاني بن الحسين
- عبد الله العثمان
- عيسى عبده
- محمد موسى الشريف
- مازن ترزي
- يوسف السركجي
- يوسف خميس

## وفيات
- شبلي ملاط
- شفيق غربال
- عبد الرحمن عبد الصمد أبوطالب
- محمد الخامس بن يوسف
- محمد الهاشمي التلمساني
- محمد باقر الشخص
- هاشم الوتري
- أميل الخوري
- عبد الحميد الخطيب
- مالكوم إكس